# Couvent Kniaguinine
Le couvent Kniaguinine, dit aussi monastère Kniaguinine (en russe : Успенский Княгинин монастырь), consacré à la Dormition de Notre-Dame, est un couvent pour femmes dans la ville de Vladimir. Il a été fondé par Vsevolod III au début du XIIIe siècle à la demande de son épouse, la princesse Maria Chvarnovna (1158-1205). Plus d'une fois dans son histoire il a subi des incendies et a été réduit en ruines. Au XXe siècle il fut fermé. Sa réouverture et sa renaissance datent de 1993.

## Création et développement

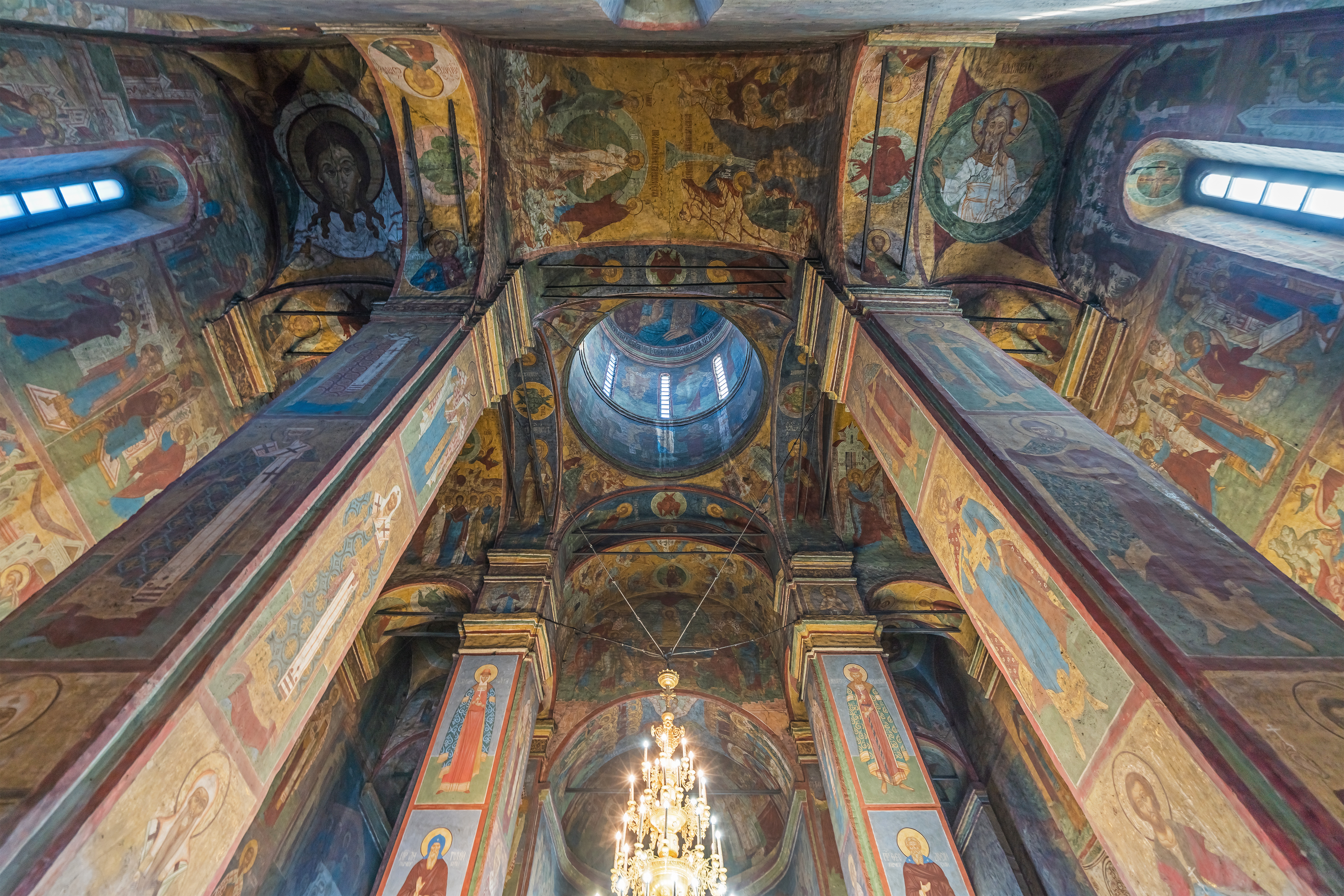
L'intérieur de la cathédrale

La première mention du couvent date de 1200. Il reçut son nom (qui signifie monastère de la Princesse) en l'honneur de la princesse Maria Chvarnovna (en russe : княгиня, kniaguinia signifie « princesse »). Le couvent a été conçu à l'origine comme une concession pour l'inhumation des princes et princesse,s fils et filles de la maison princière de Vladimir.
Au XIIIe siècle y furent inhumés : Maria Chvarnovna, sa sœur Anne, la fille de Maria Chvarnova et de Vsevolod III, Éléna, plus tard les deux époux Alexandre Nevski, Vassa (Vassilissa) et la fille d'Alexandre, Eudoxie.
Le 6 mars 1230 le grand-prince de Vladimir Iouri II de Vladimir, transféra les reliques du saint martyr Abraham de Bulgarie au couvent.
L'édifice central du couvent est la cathédrale (collégiale-catholicon) de la Dormition, construite dans les premières années du XVIe siècle suivant le plan de l'édifice précédant dont les murs avaient été préservés. Il est connu grâce à ses fresques de 1648 qui furent créées par des peintres de Moscou.

## XXesiècle
Le couvent fut fermé en 1923. À partir de 1986 il y fut installé un musée sur l'athéisme. Il ne redevint actif qu'en 1992. Une icône miraculeuse de la Mère de Dieu y est conservée qui lui a été rendue par le musée de Vladimir en 1992. Il s'agit de l'icône de Bogolioubovo de la Mère de Dieu. Étant donné son état de conservation difficile à maintenir, elle se trouve parfois au musée réserve de Vladimir-Souzdal pour des restaurations attentives.

## Actuellement
En 1997 une école préparatoire au baccalauréat fut ouverte dans le couvent. En 2008, une chapelle de l'église Notre-Dame-de-Kazan fut consacrée en l'honneur de Saint Jean Chrysostome . Le couvent est dirigé par une mère supérieure et vingt-huit sœurs y vivent. Il dispose d'une filiale dans le village de Sanino (Санино), dans le raïon de Souzdal.